# David Schulenberg
David Schulenberg est un musicologue, claveciniste et pédagogue américain né le 24 septembre 1955 à New York aux États-Unis.

## Biographie
David Schulenberg naît le 24 septembre 1955 à New York aux États-Unis.
Il enseigne la musique et est le directeur du département musique du Wagner College de Staten Island à New York. Il est membre des facultés de l'Université Notre-Dame-du-Lac, de l'Université Columbia et de la Société japonaise de promotion de la science (en) pour laquelle il donne des conférences et des concerts à Tokyo en 2001. Il bénéficie de bourses de recherche du Conseil américain des sociétés savantes (en), de la Fondation nationale pour les sciences humaines, de la Fondation Andrew-W.-Mellon (en) et siège au conseil d'administration de la Société américaine de musicologie (en) et au comité de rédaction du journal de la Société.
Il donne des récitals en soliste pour l'American Bach Project, la série des Berkeley Music Sources, le Festival international Bach de clavecin à Montréal, la Bibliothèque du Congrès, le Boston Early Music Festival et les Great Performers du Lincoln Center for the Performing Arts.
Il est l'une des principales autorités américaines pour la musique de la famille Bach et un interprète de renommée internationale sur le clavecin et autres instruments à clavier anciens.

## Publications
David Schulenberg publie de nombreux articles et ouvrages dont les suivants accessibles à la bibliothèque nationale de France, 415 publications de l'auteur étant recensées dans base de données bibliographique WorldCat de l'OCLC (Online Computer Library Center) :
- (en) Bach perspectives. volume four, the music of J.S. Bach : analysis and interpretation, Lincoln, University of Nebraska press, 1999, 208 p. (ISBN 0-8032-1051-5, BNF 37042244)
- (en) Music of the Baroque : an anthology of scores, Oxford, Oxford University Press, 2001 (OCLC 46650368)
- (en) Carl Philipp Emanuel Bach (1714-1788) : "Probestücke", "Leichte" and "Damen" sonatas. Achtzehn Probe-Stücke in sechs Sonaten Wq 63/1-6 ; Sechs leichte Clavier Sonaten Wq 53/1-6 ; Six sonates pour le clavecin à l'usage des dames Wq 54/1-6 ; Sechs neue Clavier-Stücke Wq 63/7-12. - Introduction et commentaire critique, Los Altos (Californie), Packard Humanities Institute, 2005, 190 p. (ISBN 1-933280-01-8, BNF 40139182)
- (en) The keyboard music of J.-S. Bach, New York, Routledge, 2006, 2e éd., 535 p. (ISBN 9780415974004, OCLC 63472907, BNF 41092761, lire en ligne)
- (en) Bach, Carl Philipp Emanuel (1714-1788) : Keyboard concertos from manuscript sources II. Concertos Wq 4 (sol majeur), Wq 5 (do mineur) et Wq 6 (sol mineur). - Introduction et commentaire critique, Los Altos (Californie), Packard Humanities Institute, 2009, 225 p. (ISBN 978-1-933280-26-4, BNF 42089155)
- (en) Bach, Carl Philipp Emanuel (1714-1788) : Keyboard concertos from manuscript sources VIII. concertos Wq 24 (mi mineur), Wq 26 (la mineur) et Wq 7 (do majeur). - Introduction et commentaire critique, Los Altos (Californie), Packard Humanities Institute, 2010, 271 p. (ISBN 978-1-933280-66-0, BNF 42237675)
- (en) The music of Wilhelm Friedemann Bach, Rochester (New York), University of Rochester Press, 2010, 341 p. (ISBN 978-1-58046-359-1, BNF 42405409)
- (en) The music of Carl Philipp Emanuel Bach, Rochester (New York), University of Rochester Press, 2014, 416 p. (BNF 44262375)

## Discographie
- Avec Mary Oleskiewicz (flûte) et Sophie Vial (violoncelle), Quantz, Johann Joachim (1697-1773) : Seven flute sonatas, Budapest, Pairs, 2012, disque compact (1h16min45s), brochure 15 p., notice en français, anglais, allemand et hongrois (BNF 42579691)